# Miguel Colmeiro
Miguel Colmeiro, född 22 oktober 1816 i Santiago de Compostela, död 21 juni 1901 i Madrid, var en spansk botaniker.
Colmeiro var professor i Barcelona, Sevilla och Madrid, och har utgivit ett stort floristiskt verk över Spaniens växter (5 band, 1885–1889).